# باشگاه فوتبال لانگ باکبی
باشگاه فوتبال لانگ باکبی (به انگلیسی: Long Buckby Association Football Club) یک باشگاه فوتبال در شهر لانگ باکبی، کشور انگلستان است که در سال ۱۹۳۷ میلادی تأسیس شده‌است.